# Cecilia Tait
Cecilia Roxana Tait Villacorta, född 2 maj 1962 i Lima, är en peruansk före detta volleybollspelare.
Tait blev olympisk silvermedaljör i volleyboll vid sommarspelen 1988 i Seoul.

## Klubbar[7]
| År                  | Klubb                 |
| ------------------- | --------------------- |
| 1976/1977-1981/1982 | Club Sporting Cristal |
| 1982/1983           | Ito-Yokado            |
| 1983/1984           | Club Sporting Cristal |
| 1986/1987-1988/1989 | Braglia Reggio Emilia |
| 1989/1990-1991/1992 | Sadia Esporte Clube   |
| 1992/1993           | SV Lohhof             |